# La Folie

La Folie este o comună în departamentul Calvados, Franța. În 1 ianuarie 2022 avea o populație de 107 de locuitori.